# Большая Руясола
Большая Руясола (мар. Кугу Руясола) — деревня в Советском районе Республики Марий Эл. Входит в состав Кужмаринского сельского поселения.

## География
Находится в центральной части республики Марий Эл на расстоянии приблизительно 14 км по прямой на запад-северо-запад от районного центра посёлка Советский.

## История
Основана в середине XVIII века на реке Руя. В 1796 году здесь было 15 дворов и проживали 89 человек. В 1804 году в 21 хозяйстве проживал 181 человек, в 1859 году в деревне был 41 двор, где проживали 272 человека, в 1887 году в 68 дворах проживали 418 человек, а в 1893 году было 58 дворов и проживал 361 человек. К 2004 году здесь имелось 65 домов, 25 домов — кирпичные, остальные деревянные. В советское время работали колхозы «10 лет МАО» и имени Микояна.

## Население
Население составляло 208 человек (мари 100 %) в 2002 году, 221 в 2010.